# Sylvisorex konganensis
Sylvisorex konganensis is een zoogdier uit de familie van de spitsmuizen (Soricidae). De wetenschappelijke naam van de soort werd voor het eerst geldig gepubliceerd door Ray & Hutterer in 1996.